# Dame in wit
Dame in wit, ook wel getiteld Aan het ontbijt, is een schilderij van de Nederlandse kunstschilder Jan Toorop, geschilderd in 1886, olieverf op doek, 100 x 74 centimeter. Toorop portretteert zijn vrouw Annie Hall aan het ontbijt, in een door James McNeill Whistler beïnvloede stijl. Het werk bevindt zich thans in de collectie van het Stedelijk Museum te Amsterdam.

## Context
In 1884 maakte Toorop vanuit zijn toenmalige woonplaats Brussel een reis naar Londen, samen met zijn vriend Emile Verhaeren en kunstcriticus Georges Destrée. Eind 1885 ging hij opnieuw voor enkele maanden naar Engeland, waarbij hij verbleef op het landgoed van de ouders van Annie Hall (1860-1929). Annie Hall was een frêle Engelse dame die hij in Brussel had leren kennen toen ze daar muziek studeerde. In 1886 zou hij haar trouwen. Tijdens zijn verblijven in Engeland raakte Toorop zeer onder de indruk van het werk van James McNeill Whistler, wiens werk hij al had leren kennen tijdens een tentoonstelling bij Les Vingt in 1884. Op introductie van Lourens Alma Tadema  bezocht hij ook Whistlers atelier in Londen. Het werk van Whistler zou in de periode 1884-1887 een grote inspiratiebron zijn voor Toorop. Het meest zichtbaar is die invloed wellicht in het portret Dame in wit uit 1886.

## Afbeelding
Toorop portretteert hier zijn toekomstige vrouw Annie Hall kort na hun huwelijk in 1886, in hun woning aan de Prins Hendrikstraat te Den Haag. Ze wordt afgebeeld in een lange witte, hooggesloten japon, zittend aan een ontbijttafel met een spierwit tafellaken, dat over lijkt te lopen in haar jurk. Het felle wit van de japon en het tafellaken contrasteren sterk met de verder vrijwel volledig donkere achtergrond. Accenten worden toegevoegd door het theeservies op tafel en een glas rode wijn, waarvan de ovale cirkel zich herhaalt in het theekopje. Erachter staat wat groen in een vaasje. Er is een sterke lichtinval van linksvoor, die ook de achterkant van haar stoel mee oplicht.

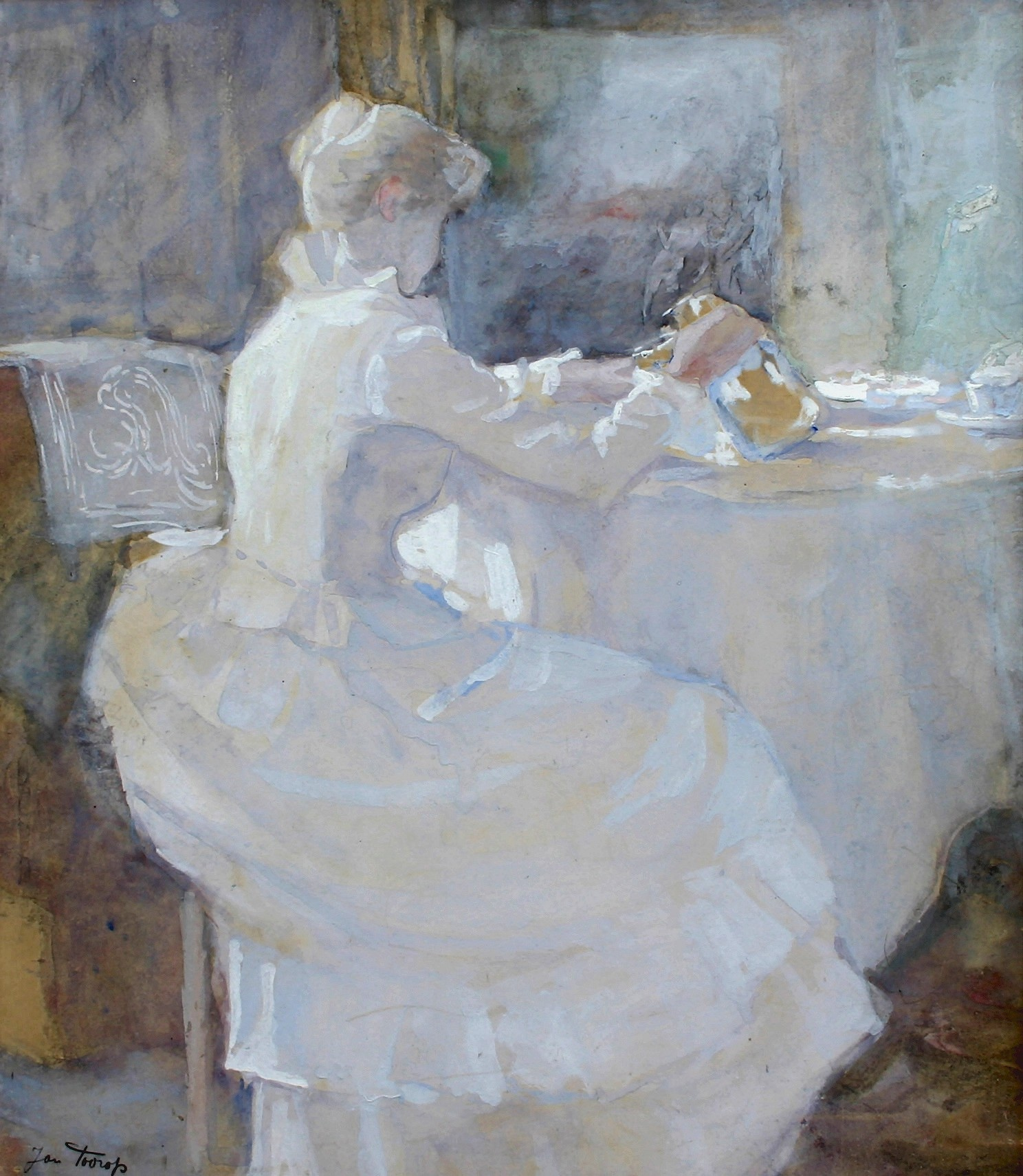
Annie Hall met melkkan, 1886

Het tafereel straalt een grote, bijna serene rust uit, duidelijk anders dan de levendigheid die de Franse impressionisten toentertijd vaak in hun schilderijen legden. In een brief uit die periode aan Annie Hall laat Toorop ook doorschemeren niet zo goed overweg te kunnen met de Franse impressionistische schilderwijze: hij vindt ze te luid, te oppervlakkig in hun waarneming en hij betwijfelt "of met enkele penseelstreken een beweging, persoon of landschap even kernachtig gekarakteriseerd kan worden als bij een wat aandachtiger beschouwing". Toorop had duidelijk meer aandacht voor de psychische gesteldheid van zijn modellen, die hij vaak neerzet verzonken in overpeinzing.
De invloed van James McNeill Whistler op dit portret van Annie Hall wordt weerspiegeld in het dominante gebruik van een fel belicht wit in Annie's japon en het taffellaken. Ook de aanwezigheid van het estheticistische schoonheidsideaal is duidelijk herkenbaar. Toorop maakte in de periode 1884-1887 meerdere portretten van Annie Hall in dezelfde stijl, onmiskenbaar herinneringen oproepend aan de "symfonieën" die Whistler in die tijd maakte, meer in het bijzonder aan Het witte meisje. Het hier besproken Dame in wit uit einde 1886 is hiervan het meest typerende voorbeeld. Exemplarisch is ook zijn Annie Hall met melkkan, dat hij korte tijd eerder schilderde, in een vrijwel identieke compositie, maar met nog meer dominantie van het wit, dat in dat werk met een paletmes wordt doorgetrokken in de achtergrond. De atmosfeer is steeds dromerig en melancholiek.
Toorop stelde Dame in wit in 1887 tentoon bij kunstenaarsgroep Les XX te Brussel, waar hij nog vaak naartoe reisde. Uiteindelijk zou hij vooral naam maken als symbolist. In de laatste decennia is echter een toenemende aandacht waarneembaar voor de kwaliteiten van zijn vroege werk, in publicaties en exposities. Dame in wit werd in 2000 geëxposeerd tijdens een grote Whistler-tentoonstelling georganiseerd door de Royal Academy of Arts te Londen.